# 一乗 (福井市)
一乗（いちじょう）は、福井県福井市の地域。足羽ブロック(南東部)に属する。

## 人口
一乗には2024年1月1日現在680人が住んでおり、世帯数は285世帯。そのうち男性が323人、女性は357人。